# Adesmiella cordipicta
Adesmiella cordipicta là một loài bọ cánh cứng trong họ Cerambycidae.